# 王蒙 (作家)

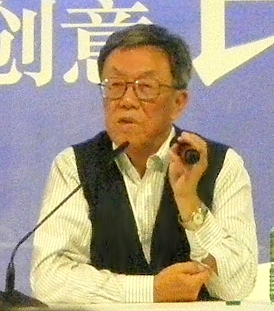
王蒙在2009年德国法兰克福书展

王蒙（1934年10月15日—），男，祖籍河北南皮，生于北京，中国当代作家，曾任中华人民共和国文化部部长（1986至1989年），全国政协常委，全国政协文史和学习委员会主任，中国作协副主席等职，“人民艺术家”国家荣誉称号获得者。

## 生平

### 少年
王蒙1934年生于北京。父亲河北省南皮县人，曾任教北京大学。母亲河北省沧州人，曾任教北京市某小学。
王蒙的名字是其父的朋友何其芳根据法国小说《茶花女》中的主人公阿芒所建议的。
王蒙中学时接触共产主义思想，曾就读于北京四中。于1948年在中学加入中国共产党，组织反对国民党政府的学生运动。1949年共产党掌握政权之后在共青团工作，同时开始文学创作。

### 青年
王蒙处女作短篇小说《小豆儿》发表于1955年《人民文学》11月号，描写一位少先队员发现其亲戚是国民党间谍而告发的故事，属于肃反题材。
其第一篇长篇小说《青春万岁》写作于1953至1956年，描写1950年代初期几个女子中学学生在新建的社会主义中国的兴奋和困惑，该书受反右运动的影响于文革结束方得以出版，1980年代该书被上海电影制片厂拍摄同名电影。
1956年发表小说《组织部新来的青年人》，描写一位新到某共青团团委工作的青年对官僚的领导不满。由于当时几乎没有任何作品可以表达共产党的干部也有阴暗面，该小说迅速引起轰动，并使王蒙于次年被划为“右派”。

### 右派
1958至1962年王蒙在北京郊区劳动。1961年成为“摘帽右派”。1962年曾到北京师范学校任教一年。
1963年至1978年王蒙主动申请下放，在新疆伊犁伊宁市和伊宁县下属巴彦岱镇巴彦岱公社二大队生活工作，在学习维吾尔语之后任汉语翻译，后任二大队副大队长。1974-1978期间，就地取材创作《这边风景》，然后束之高阁。

### 文革之后
1978年王蒙调回作协北京分会，1979年被共产党平反。王蒙回京后第一篇短篇小说《说客盈门》描写一位厂长处罚了一个不努力工作的工人之后，该工人的许多亲友去游说该厂长的故事，讽刺了当时的“走后门”现象。
其后王蒙撰写了多部小说、杂文，曾一时间成为中国文坛意识流文学的代表人物之一。其中短篇小说《夜的眼》《海的梦》《春之声》《风筝飘带》和中篇小说《布礼》《蝴蝶》被称作集束手榴弹，这些作品借鉴了西方的现代主义、意识流的手法，在文坛上引起巨大的轰动和争议，并最终为人们所接受，拓宽了中国文学的表现空间，丰富了中国文学的表现方式。

### 八九民运
王蒙于1986至1989年期间任文化部部长。在学运初期，他曾与正读大学的女儿长谈七小时，并让她去劝解同学不要参与街头活动。五月，出访意大利时因局势发展，“不想轻谈妄论”而取消接受意大利电视采访。六四后，王蒙“因病请假”一段时间没有出面，成为唯一没有参与慰问戒严官兵的部长，一度让外界担忧其仕途。

### 卸任部长后
2005年政协第十届全国委员会常务委员会第八次会议决定任命王蒙为全国政协文史和学习委员会主任。2007年王蒙推荐郭敬明加入中国作协，引发争议。
现居北京，任解放军艺术学院、南京大学、浙江大学、上海师范大学、华中师范大学、新疆大学、新疆师范学院、中国海洋大学、安徽师范大学教授、名誉教授、顾问与中国海洋大学文学院院长。
2015年，他的长篇小说《这边风景》获第九届茅盾文学奖。2019年9月16日，被授予“人民艺术家”国家荣誉称号。
王蒙精通维吾尔语, 对新疆维吾尔人民和他们的文化也充满着感情。2015年底，他和作者库尔班江去土耳其参加《我从新疆来》在土的首发式， 并与土耳其学者和文化界人士展开了交流。2024年，其所著中篇小说《蔷薇蔷薇处处开》发表在《十月》杂志，并由花城出版社出版合集。

## 家庭
王蒙的妻子崔瑞芳，生于1933年，在2012年3月23日病逝。崔瑞芳曾出版了《我的丈夫王蒙》等作品。崔瑞芳去世后，王蒙作了《赠爱妻》两首：“此身此世此心中，瑞草芳菲煦煦风。淡对荒唐成一笑，长吟块垒亦含情。何惊恶浪同舟渡，有牵晴晖携手行。忧患人生八百岁，朝云唱罢晚钟鸣。”“京华何处是边疆，古路茫茫恁断肠。我愿随君经百世，君宜与我走八方。伊犁绿谷情歌苦，拉萨金佛法号长。更喜遨游全世界，五洲尽阅是风光。”
2013年10月1日，王蒙与第二任妻子单三娅结婚。单三娅是《光明日报》资深记者。王蒙在其《王蒙八十自述》一书中描述在2012年丧偶后遇到单三娅，“一见钟情，一见如故”。

## 学术

### 對《紅樓夢》的研究
王蒙潛心古典，尤其致力於研究《紅樓夢》，著有多部作品點評及分析《紅樓夢》，包括《王蒙的紅樓夢》﹑《紅樓夢啟示錄》等。王蒙經常就《紅樓夢》相關主題到各地演講，亦曾与知名作家金庸﹑池田大作等談《紅樓夢》。

### 對李商隱的研究
王蒙對李商隱甚有研究，著有《王蒙文存·变奏与狂想:论 、论李商隐》一作專門分析與解讀李商隱詩詞。當中以王蒙重組李商隱《錦瑟》一詩最廣為人知。王蒙將《錦瑟》重新排列組合，實現了三種文學格式。
（原文）
錦瑟無端五十弦，一弦一柱思華年。庄生曉梦迷蝴蝶，望帝春心托杜鵑。
滄海月明珠有淚，藍田日暖玉生煙。此情可待成追忆，只是当時已惘然。
（王蒙重排－七律）
錦瑟蝴蝶己惘然，無端珠玉成華弦。庄生追忆春心淚，望帝迷托曉梦烟。
日有一弦生一柱，当時瑲海五十年。月明可待藍田暖，只是此情思杜鵑。
（王蒙重排－長短句）
杜鹃，明月，蝴蝶，成無端惘然追忆。日暖藍田曉梦，春心迷，滄海生烟玉。托此情，思錦瑟，可待庄生望帝。当畤一弦一柱，五十弦，只是有珠淚，華年已。
（王蒙重排－對聯）
上聯：此情無端，只有暁梦庄生望帝，月明日暖，生成玉烟珠淚，思一弦一柱已。
下聯：春心惘然，追忆当時蝴蝶錦瑟，滄海藍田，可待有五十弦，托华年杜鵑迷。

## 主要作品

### 长篇小说
- 《青春万岁》1957年创作、1979年人民文学出版社
- 《这边风景》上下册，1974-1978年间创作、2013年花城出版社
- 《活动变人形》1987人民文学出版社
- 季节四部曲
  - 《恋爱的季节》1992年人民文学出版社
  - 《失态的季节》1994年人民文学出版社
  - 《踌躇的季节》1997年人民文学出版社
  - 《狂欢的季节》2000年人民文学出版社
- 《暗杀—3322》1994年春风文艺出版社
- 《青狐》2004年人民文学出版社

### 中短篇小说
《组织部来了个年轻人》1957、《布礼》1979、《夜的眼》1979、《蝴蝶》1980、《风筝飘带》1980、《说客盈门》1980、《相见时难》1982、《深的湖》1981、《心的光》1981、《木箱深处的紫绸花服》1983、《淡灰色的眼珠——在伊犁》1984、《妙仙庵剪影》1985、《名医梁有志传奇》1986、《加拿大的月亮》1987、《球星奇遇记》1988、《相见集》1989、《雪球集》1989、《纸海勾沉——尹薇薇》1989、《坚硬的稀粥》1989、《我又梦见了你》1990、《笑而不答：玄思小说》2002、《蔷薇蔷薇处处开》《高雅的链绳》2024等

### 散文集
评论、随笔集
- 《当你拿起笔》1981、《漫谈小说创作》1981、《王蒙谈创作》1983油印本、《文学的诱惑》1987、《创作是一种燃烧》1985、《欲读书结》1992；《我的人生哲学》2003、《王蒙哲思录：这个社会会更好吗》2014、《文化掂量：王蒙最新演讲录》2015；
- 《老子十八讲》2009、《老子的帮助》2009、《庄子的快活》2010、《庄子的享受》2010、《庄子的奔腾》2011、《王蒙说论语》2015、《王蒙说孟子》2016；
- 《中国天机-我要跟你讲政治》2012 、《中华玄机-我要跟你讲传统》2017、《传统文化与中国式现代化——王蒙王学典对谈录》2024[9]等

游记、散文集
- 《德美纪行》1982、《桔黄色的梦》1984、《访苏心潮》1986、《我的喝酒》1993、《苏联祭》2006等

### 红楼梦研究
- 《红楼启示录》1991三联书店、
- 《王蒙评点红楼梦》上中下册，1994漓江出版社、
- 《王蒙活说红楼梦》2005作家出版社、
- 《王蒙的红楼梦 讲说本》2010湖南文艺出版社、
- 《王蒙的红楼梦 评点本》上下册，2011中华书局、
- 《满纸荒唐言　王蒙妙解红楼味》2011人类智库数位科技股份有限公司
- 《王蒙陪读红楼梦》四册，2018四川文艺出版社、
- 《王蒙新说红楼梦》2021江苏凤凰文艺出版社；

### 自传
- 《王蒙自传第1部：半生多事》2005北京联合出版有限公司、2006花城出版社
- 《王蒙自传第2部：大块文章》2007花城出版社、
- 《王蒙自传第3部：九命七羊》2008花城出版社、
- 《一辈子的活法-王蒙的人生历练》2011北京出版社、
- 《王蒙八十自述》2013人民出版社、
- 《王蒙文学回忆录》2017 广东人民出版社。

### 诗歌集
- 诗集《旋转的秋千》1988四川文艺出版社、
- 长诗《西藏的遐思》等

### 文集
- 《王蒙文集》10卷，1993年华艺出版社
- 《王蒙文存》23卷，2003年人民文学出版社
- 《王蒙文集》45卷，2014年人民文学出版社。包括长篇小说8卷，中短篇小说7卷，散文随笔诗歌4卷，文学理论评论4卷，还有《红楼梦》研究系列、老庄研究系列、自传回忆录系列以及演讲访谈录等。
- 《王蒙文集》50卷，2020年人民文学出版社。包括长篇小说10部、系列小说1卷、短篇小说2卷，中篇小说3卷、微型小说1卷、散文随笔3卷、诗歌1卷、专栏文章1卷、论文学与创作3卷、演讲录3卷、谈话录2卷、《红楼梦》研读系列4部、孔孟老庄研读系列7部、自传及回忆录等4部等。

## 评价
2011年10月，湖南省作协主席唐浩明评价王蒙说：“王蒙本身就是一部浓缩的当代文学史”。